# Paul Williams (saxophoniste)
Pour les articles homonymes, voir Paul Williams et Williams.
Paul Williams, surnommé Paul « Hucklebuck » Williams (1915-2002), est un saxophoniste baryton et alto, chanteur et chef d’orchestre de rhythm and blues américain, né à Lewisburg, au Tennessee et mort à New York.

## Carrière
Dans la deuxième moitié des années 1940, Paul Williams est saxophoniste dans les orchestres de Clarence Dorsey et de King Porter.
En 1949, il fonde son propre ensemble et enregistre pour Savoy Records. Le morceau instrumental The Hucklebuck reste en haut des charts R&B pendant 14 semaines. D’autres succès suivent.
Dans les années 1950, le « Paul Williams Orchestra » se consacre de plus à l’accompagnement de chanteurs de rhythm and blues. Dans la décennie suivante Paul Williams devient directeur musical pour Atlantic Records des orchestres de Lloyd Price et de James Brown. Il occupe cette charge jusqu’en 1964.

## Discographie
- The Hucklebuck, (Savoy Records)
- 35-30 (Savoy Records)
- Walkin’ Around (Savoy Records)